# 연화중학교
연화중학교(蓮花中學校)는 대한민국 인천광역시 연수구 연수동에 있는 공립  중학교이다.

## 학교 연혁
- 2000년 3월 1일 : 윤흥원 초대 교장 취임
- 2000년 3월 4일 : 연화 중학교 개교
- 2000년 3월 4일 : 제1회 입학식 (12학급 524명)
- 2023년 9월 1일 : 제11대 이영희 교장 취임
- 2024년 2월 8일 : 제22회 졸업식 (8학급 227명)

## 참고 자료
- 연화중학교 - 한국교육학술정보원 학교알리미